# Route départementale 675 (Haute-Vienne)
Pour les articles homonymes, voir Route départementale 675.
La route départementale RD 675 abrégée en D675 est une route départementale de la Haute-Vienne, qui relie la limite de la Vienne à la limite de la Dordogne. Il s'agit de l'ancienne RN 675.
Elle traverse la Haute-Vienne de nord en sud

## Communes traversées
le Dorat • Bellac • Mortemart • Saint-Junien • Rochechouart • Vayres • Saint-Mathieu •